# Pulperie de Jonquière
Pour les articles homonymes, voir Jonquière (homonymie).

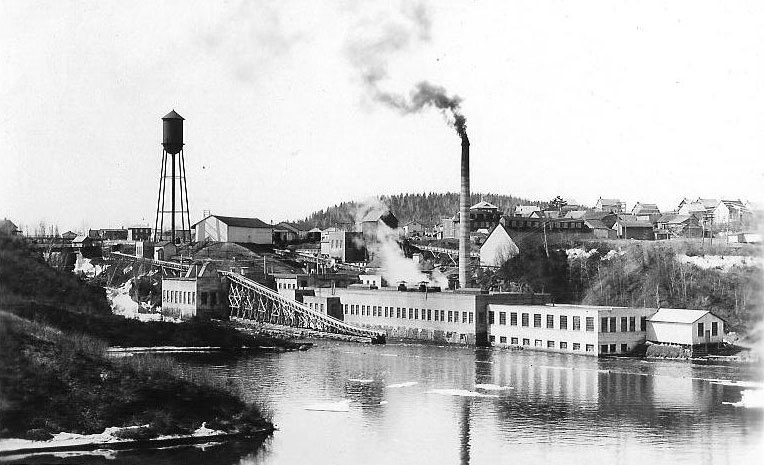
La pulperie de Jonquière entre 1899 et 1901.

La pulperie de Jonquière est une pulperie (usine de pulpe de bois) construite en 1899 à Jonquière, au Québec. Le mot pulpe  et l'expression pulpe de bois étaient utilisés alors au Québec pour désigner la pâte à papier.

## Histoire
La pulperie de Jonquière doit son existence à Joseph Perron. Ingénieur par talent naturel et par entraînement, homme d'esprit pratique, caractère entreprenant et persévérant, il fut autorisé, par le règlement no 62 voté le 4 avril 1899 par le conseil, à former une compagnie.  
Les premières actions (de 100 dollars chacune) furent acquises le 15 juin 1899 dans les proportions suivantes :
- 30 par Joseph Perron, ingénieur et propriétaire d'une scierie ;
- 5 par Trefflé Gauthier, cultivateur et propriétaire d'un moulin à farine ;
- 6 par Ernest Gauthier, cultivateur et propriétaire d'un moulin à farine.

La construction débuta le 17 juillet 1899. Le Progrès du Saguenay rapportait : « Les travaux de maçonnerie sont commencés lundi matin ; la bâtisse aura 120 pieds de longueur sur 40 de largeur, le rez-de-chaussée sera en pierre et le premier étage en bois… »
Le 8 août 1899, la compagnie de pulpe de Jonquière a été « constituée en corporation avec un capital de quarante mille piastres ». Elle peut « acheter, louer ou autrement  acquérir des  biens meubles et immeubles, des droits de passage et des  limites à bois, de temps à autre, selon ses besoins, pour  ériger  des moulins  et  des  digues, et  pour exercer l'industrie  que  la  compagnie  se  propose d'établir, pour fabriquer et vendre la pulpe de bois et pour exercer toutes autres affaires se rattachant à ce commerce ».
Le 21 septembre 1899 furent obtenues les lettres patentes et les noms suivants figuraient dans la charte : Jean Maltais, cultivateur ; Joseph Perron, ingénieur ; Louis Bergeron, cultivateur ; Damasse Gagné, marchand ; Édouard Simard, cultivateur et Joseph Ouellet, cultivateur ; tous de la paroisse de St-Dominique de Jonquière, comté et district de Chicoutimi.  
Le 17 novembre 1900, les travaux à la manufacture étaient conduits par Joseph Perron qui a fait les plans et devis, calculé la force de la chute, déterminé la grosseur des tuyaux et la grandeur des turbines. Il a su tout disposer avec tant de mesure et de précision qu'une heure après avoir lancé l'eau dans le tuyau, on voyait la pulpe se déposer sur les cylindres.
L'incorporation légale fut obtenue le 23 mars 1900 par la loi 63 Victoria, chapitre 73. C'est le samedi 17 novembre 1900 que la pulperie de Jonquière fut lancée. La bénédiction eut lieu en janvier 1901.
Le 2 mai 1901, un article dans le journal Le Colon soulignait avec fierté que « […] M. Perron, l'ingénieur de la manufacture de pulpe de Jonquière, qui s'est acquis une si enviable réputation de mécanicien dans les constructions des manufactures de Chicoutimi et de Jonquière, venait à peine d'arriver d'un voyage à Québec, lorsqu'il fut de nouveau appelé à Montréal, Montmagny et Québec dans l'intérêt de nouvelles manufacture de pulpe. On ne rapporte que c'est lui qui surveillera chez nous la construction de la manufacture de « Ouatchouan ».  Comme vous le voyez, notre concitoyen a su s'attirer la confiance non seulement des industriels de notre région, mais encore de l'étranger. M. Perron est un petit « Canayen » qui fait réellement honneur à ses compatriotes et à sa paroisse. Avec lui, on peut se passer du « Yankee » dans l'agencement des machines les plus compliquées. »
Le 7 décembre 1901, William Price se portait acquéreur de 600 actions, prenant ainsi le contrôle de l'entreprise. L'entreprise a néanmoins continué à être connue par les gens sous le nom de « Price Brothers ».

## Compléments